# Amy Carson
Amy Carson es una cantante y actriz británica nacida en Bristol en 1983.
Con ocho años se convierte en la cantante más joven del primer Coro femenino de la Catedral de Salisbury de todos los tiempos. Actuó no sólo como cantante de corte clásica, sino también de pop y jazz, escribiendo sus propios temas para voz y piano. Recibe la distinción LAMDA de plata y de oro; se gradúa en el Trinity College de Cambridge, con licenciatura en Música.
Debuta en el cine de la mano de Kenneth Branagh interpretando a Pamina en La flauta mágica (2006).